# Dobromir Slavchev
 (février 2025).
Motif : J'ai des doutes sur la notoriété réelle de cette personne. Le créateur apparaît dans l'historique de tous les interwikis. Mais en dehors de sources prmaires il n'y a rien.
- Archive Wikiwix
- Bing
- Cairn
- DuckDuckGo
- E. Universalis
- Gallica
- Google
- G. Books
- G. News
- G. Scholar
- Persée
- Qwant
- (zh) Baidu
- (ru) Yandex
- (wd) trouver des œuvres sur Wikidata

| 1. | Préciser le motif de la pose du bandeau. | Précisez le motif de la pose du bandeau en utilisant la syntaxe suivante : {{admissibilité à vérifier\|date=mars 2025\|motif=remplacez ce texte par le motif}}                         |
| 2. | Informer les utilisateurs concernés.     | Pensez à avertir le créateur de l'article, par exemple, en insérant le code ci-dessous sur sa page de discussion : {{subst:avertissement admissibilité à vérifier\|Dobromir Slavchev}} |

 (mars 2022).
Dobromir Slavchev (bulgare : Добромир Славчев ; né le 13 octobre 1973 en Bulgarie) est un homme d'affaires bulgare, mécène, producteur de divers événements culturels,, écrivain et instructeur de parachutisme,. 
Il est diplômé de l'Université Saint-Clément-d'Ohrid de Sofia.

## Biographie
Slavchev est le fondateur du Centre de promotion de l'art bulgare qui soutient des organisations, des particuliers et des jeunes talents dans les domaines du sport et de l'art. Il est producteur d'évènements culturels dans son pays et à l'étranger. 
Dans la période de 1998 à 2008, il a produit le Big Band de Vili Kazasyan.
Ses poèmes ont été publiés dans une anthologie de poésie bulgare aux États-Unis, Clay and Star - Poètes bulgares contemporains (1992), traduite et éditée par Lisa Sapinkopf et Georgi Belev. Il est membre de la compagnie de poésie et d'écrivains bulgares d'après-guerre.
Il vit à Varna et Sofia. Son entreprise œuvre dans le domaine de la finance et de l'immobilier. Il est propriétaire d'une société d'investissement[source secondaire souhaitée].
Il a pratiqué le parachutisme et est instructeur de parachutisme et opérateur de vidéo aérienne. Il est détenteur du record mondial et européen de parachutisme dans la classe des grandes formations de parachutisme.

## Combattre le cancer
Début 2012, une maladie onco-hématologique lui est diagnostiquée. Il subit un traitement sévère, suivi d'une greffe de moelle osseuse. Il a du subir plusieurs opérations et poursuit son traitement pour tenter de vaincre cette maladie. Il participe à un programme expérimental contre le cancer, dans un hôpital suisse,,,.

## Prix et distinctions
Il a reçu le Prix littéraire national Chudomir (2010) pour la narration humoristique, le Premier prix du Concours national de poésie au nom du poète Dobromir Tonev,.

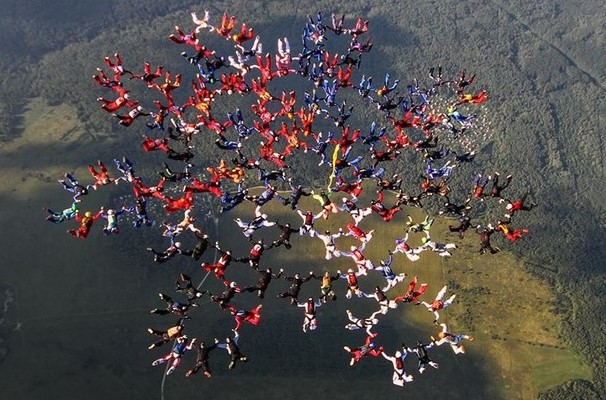
Dobromir Slavchev - Record européen de parachutisme (2019) dans la classe des grandes formations de parachute 144 x 2 voies.
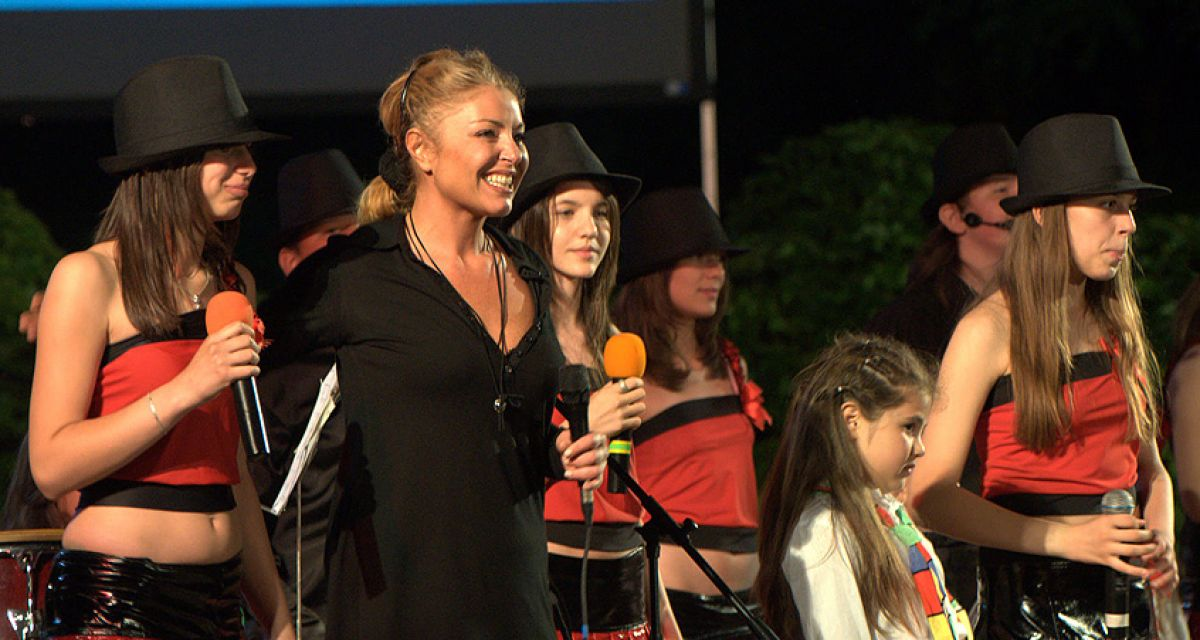
Generations - Générations de Dobromir Slavchev, avec la participation de Hilda Kazasyan.
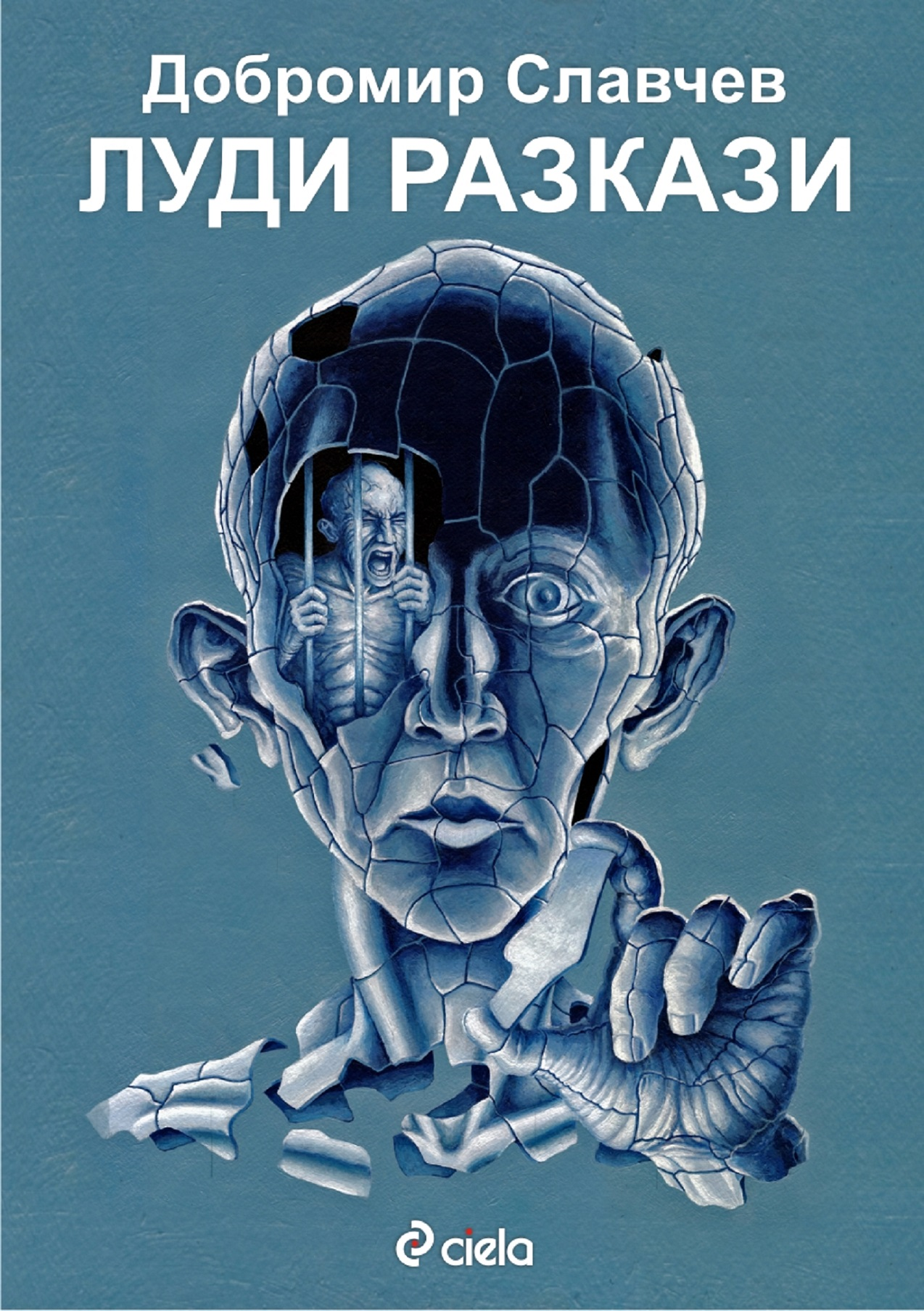
Couverture du livre « Histoires folles », format de livre : 84/108/32,  (ISBN 978-954-28-1611-9), Maison d'édition Ciela, 2014.
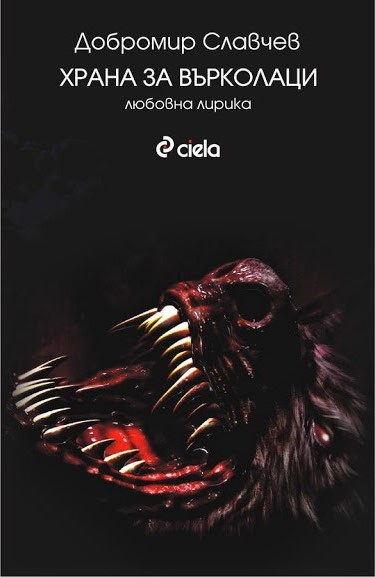
Couverture du livre « Les loups-garous se nourrissent de moi », format de livre : 84/108/32,  (ISBN 978-954-28-1333-0), Maison d'édition Ciela, 2013.
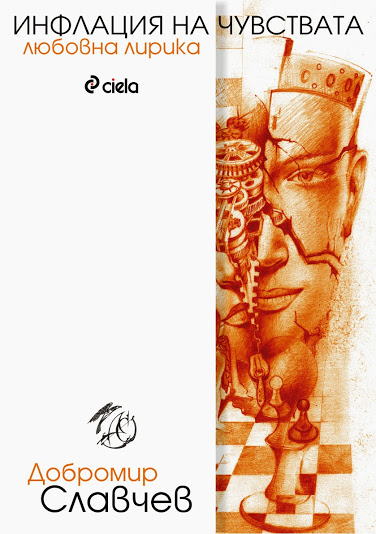
Couverture du livre « Inflation des sentiments », format de livre : 84/108/32,  (ISBN 978-954-28-1279-1), Maison d'édition Ciela, 2013.
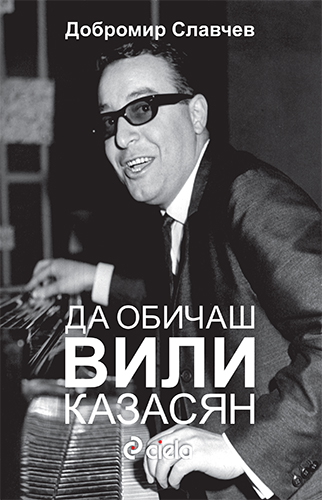
Couverture du livre « Aimer Villy Kazasyan », format de livre : 84/108/32,  (ISBN 978-954-28-2172-4) , Maison d'édition Ciela , 2019.
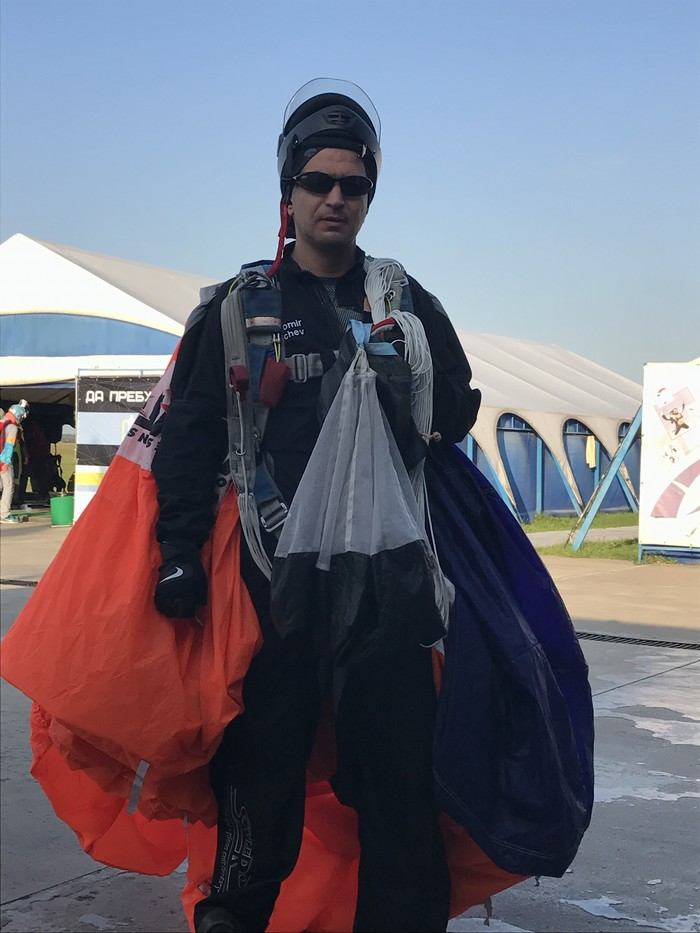
Instructeur de parachutisme Dobromir Slavchev.
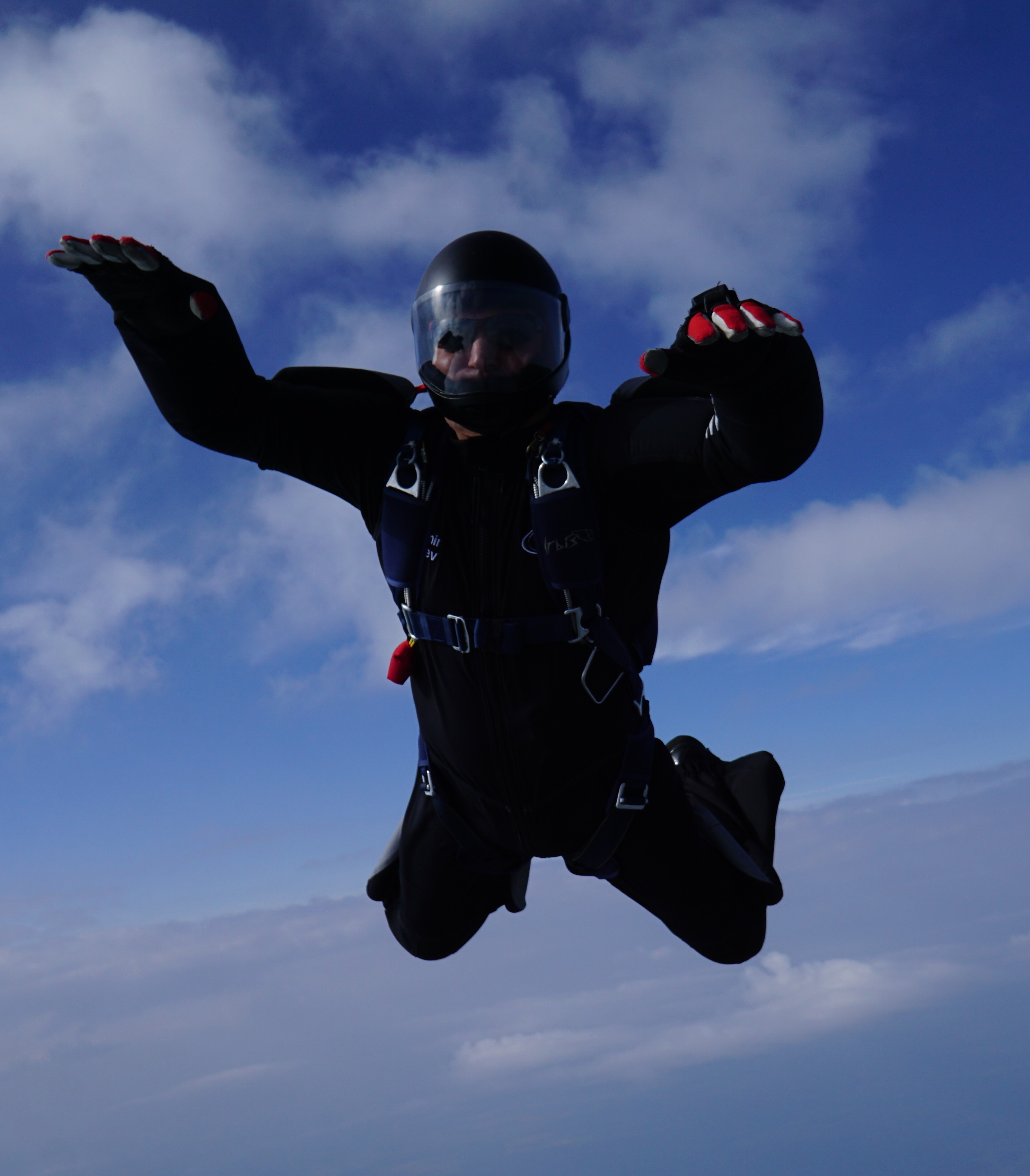
Dobromir Slavchev parachutisme.
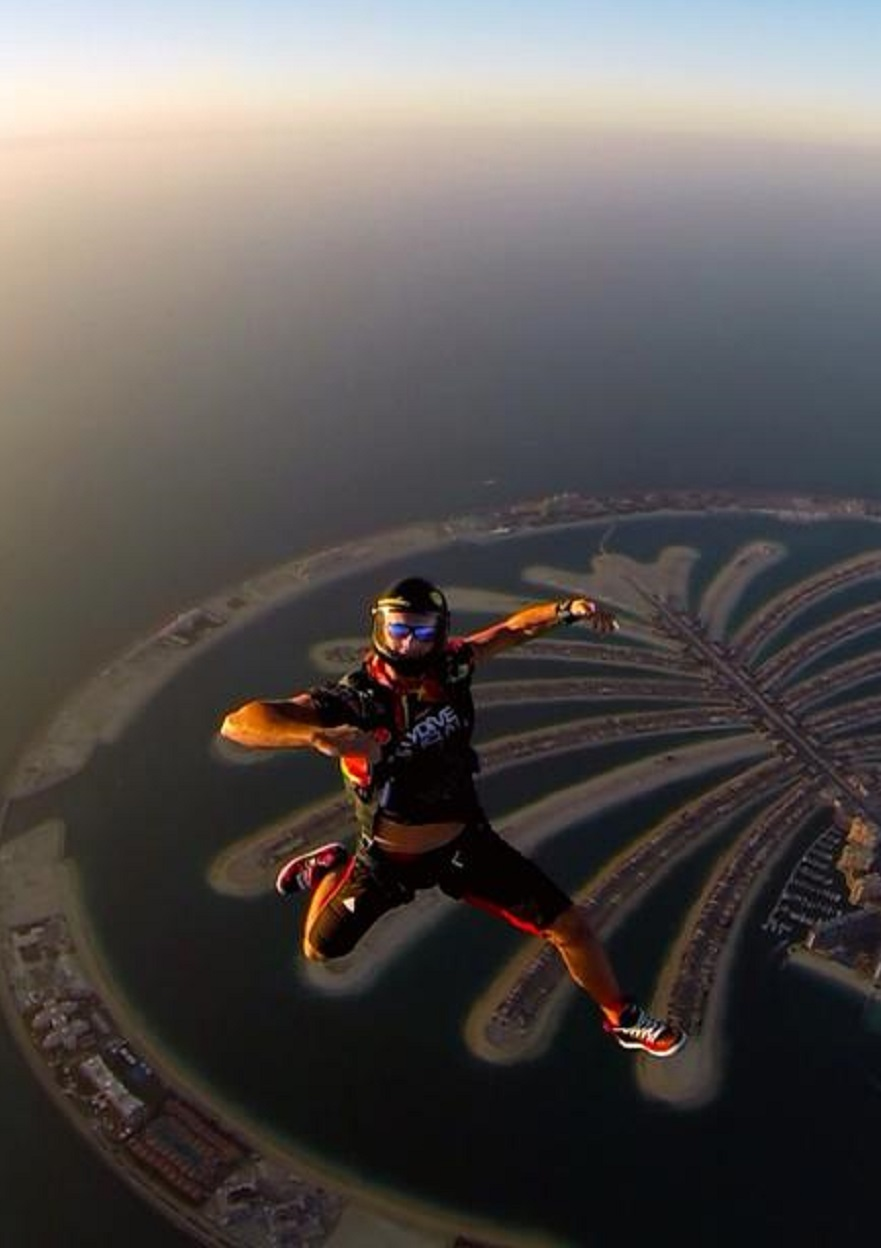
Dobrmir Slavchev freefly Skydive Dubai.
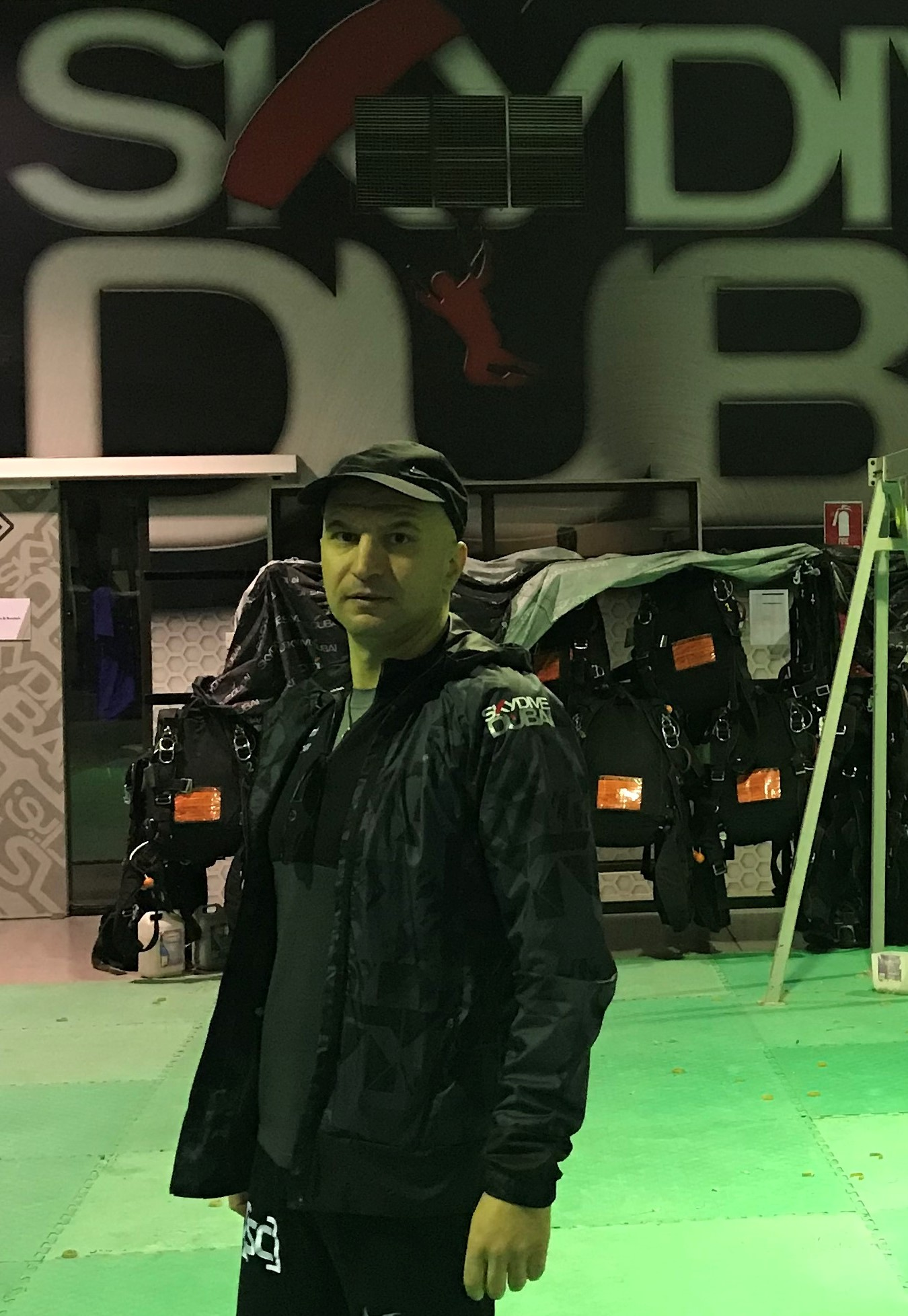
Dobromir Slavchvev Skydive Dubai.